# Giovanni Enrico Boccella
Giovanni Enrico Boccella (Castelfranci, 25 giugno 1912 – Roma, 22 maggio 1992) è stato un arcivescovo cattolico italiano.
Membro del Terzo ordine regolare di San Francesco (T.O.R.), ne è stato ministro generale dal 1947 al 1968. In seguito ha ricoperto l'incarico di arcivescovo di Smirne (1968-1978).

## Biografia
Nato a Castelfranci, in provincia di Avellino, si trasferì a Roma dopo essere entrato nel Terzo ordine regolare francescano.

### Formazione e ministero sacerdotale
Studiò all'Angelicum e, allo scoppio del secondo conflitto mondiale, si trasferì negli Stati Uniti, dove studiò pedagogia all'Università cattolica di Washington. Venne ordinato sacerdote il 29 marzo 1941 a Huntington da Raymond Augustine Kearney, vescovo titolare di Lisinia. Alla sua ordinazione sacerdotale era presente anche il cardinale John Joseph Krol, all'epoca arcivescovo di Filadelfia.

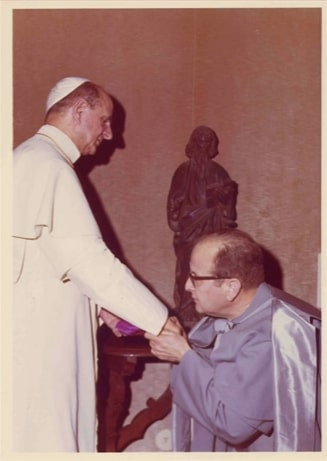
Padre Boccella ricevuto in udienza da Paolo VI

Nel 1942 ebbe l'incarico di superiore del Collegio degli Scolastici nella provincia di Washington, mentre nel 1944 venne nominato ministro provinciale della provincia del Sacro Cuore di Gesù negli Stati Uniti. Il 16 luglio 1947, presso il convento della basilica dei Santi Cosma e Damiano a Roma, sede della casa generalizia del T.O.R., venne eletto ministro generale del Terzo ordine regolare, carica che ricoprì ininterrottamente fino al 1968.
La chiesa di Santa Maria della Salute a Primavalle, affidata alle cure dei religiosi del T.O.R., venne eretta grazie a una grande campagna di sensibilizzazione e di ricerca fondi voluta e sostenuta da padre Boccella tra la fine degli anni Quaranta e l'inizio degli anni Cinquanta, durante il pieno sviluppo architettonico del quartiere popolare romano. Il primo edificio (che adesso è utilizzato come teatro parrocchiale) venne inaugurato il 22 ottobre 1950, alla presenza del cardinale Francesco Marchetti Selvaggiani, assieme al vicino convento dei frati francescani. Successivamente, padre Boccella chiese aiuti economici anche alle province statunitensi e canadesi del T.O.R. e venne costruito un nuovo edificio, quello attuale situato su piazza Alfonso Capecelatro, inaugurato nel 1959 e visitato da Giovanni XXIII il 20 marzo 1960.
Durante il Concilio Vaticano II fu perito conciliare. Partecipò attivamente alla seconda, terza e quarta sessione del Concilio (settembre 1963 - dicembre 1965), all'interno della commissione per i religiosi.

### Ministero episcopale

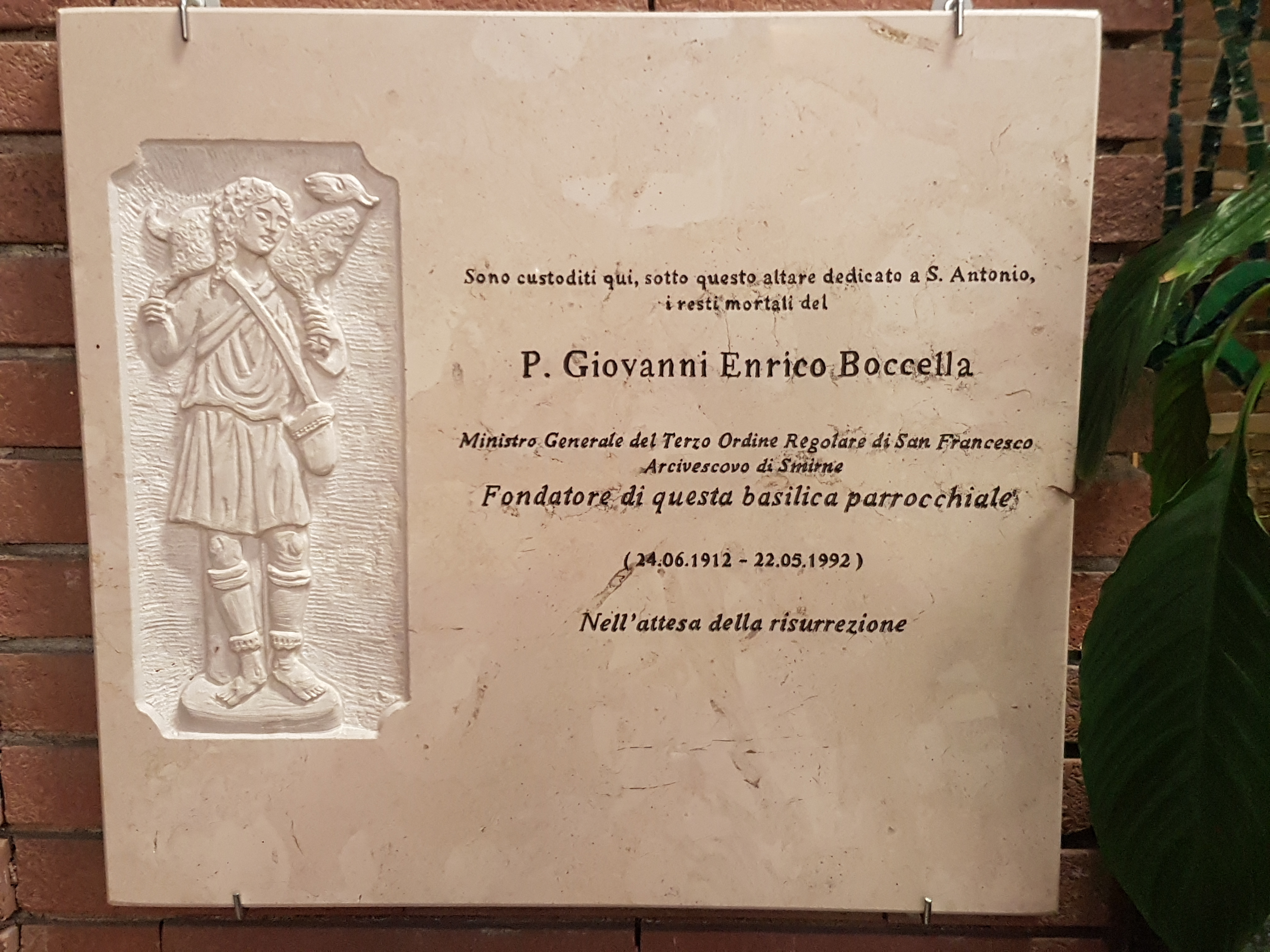
Lapide sulla tomba di padre Boccella.

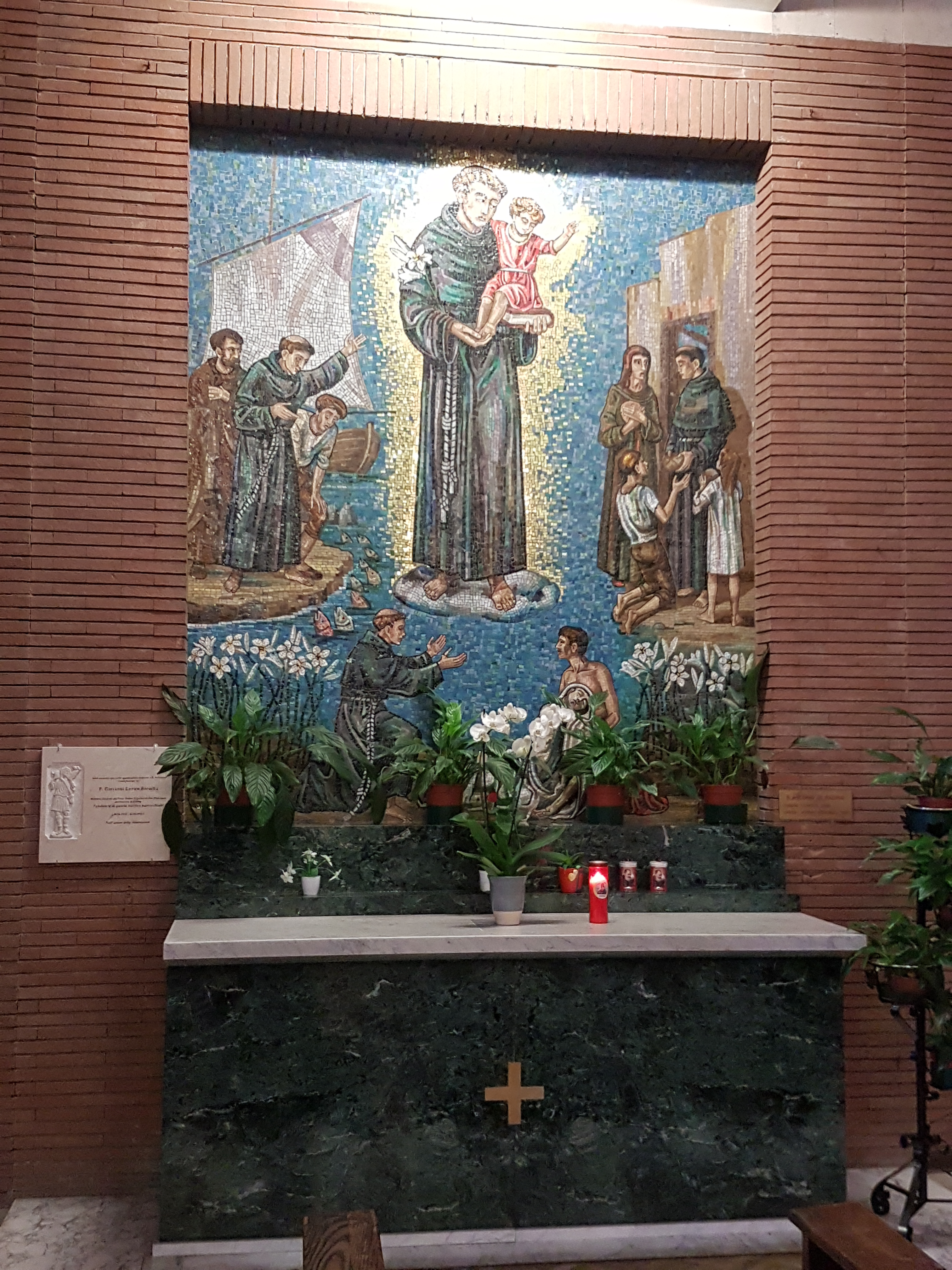
Tomba di Padre Boccella nella chiesa di Santa Maria della Salute, a Primavalle.

Venne nominato arcivescovo di Smirne da Paolo VI il 9 settembre 1967.
Giovanni Paolo II lo elesse arcivescovo titolare di Efeso il 7 dicembre 1978.
Il 26 aprile 1991, pochi giorni dopo il suo 50º anniversario di sacerdozio, era stato ricevuto in udienza da Giovanni Paolo II.
Morì a Roma, dopo una lunga malattia, il 22 maggio 1992. È sepolto a Roma, all'interno della chiesa di Santa Maria della Salute a Primavalle, sotto l'altare di Sant'Antonio. 

## Genealogia episcopale
La genealogia episcopale è:
- Cardinale Scipione Rebiba
- Cardinale Giulio Antonio Santori
- Cardinale Girolamo Bernerio, O.P.
- Arcivescovo Galeazzo Sanvitale
- Cardinale Ludovico Ludovisi
- Cardinale Luigi Caetani
- Cardinale Ulderico Carpegna
- Cardinale Paluzzo Paluzzi Altieri degli Albertoni
- Papa Benedetto XIII
- Papa Benedetto XIV
- Papa Clemente XIII
- Cardinale Marcantonio Colonna
- Cardinale Giacinto Sigismondo Gerdil, B.
- Cardinale Giulio Maria della Somaglia
- Cardinale Carlo Odescalchi, S.I.
- Cardinale Costantino Patrizi Naro
- Cardinale Lucido Maria Parocchi
- Papa Pio X
- Cardinale Gaetano De Lai
- Cardinale Raffaele Carlo Rossi, O.C.D.
- Cardinale Amleto Giovanni Cicognani
- Cardinale John Joseph Krol
- Arcivescovo Giovanni Enrico Boccella, T.O.R.